# Gemma Ubasart i González
Gemma Ubasart i González (Castellar del Vallès, 15 d'agost de 1978) és una politòloga catalana, que fou consellera de Justícia de la Generalitat de Catalunya entre el 10 d'octubre de 2022 i el 12 d'agost de 2024.
És doctora en Ciències Polítiques per la Universitat Autònoma de Barcelona, és professora de la Universitat de Girona i ho ha estat de la Universitat Autònoma de Madrid. Ha cursat un màster europeu en sistema penal i drets humans a la Universitat de Barcelona, a més d'un postgrau en investigació social aplicada i anàlisi de dades al centre d'Investigacions Sociològiques. Ha realitzat estades a Londres, Pàdua, París, Ottawa i Quito.
Els seus àmbits d'interès giren al voltant de les polítiques públiques i la conflictivitat política, especialment a l'Europa del Sud i Amèrica Llatina. En els últims temps ha desenvolupat recerques sobre règims de benestar i polítiques socials; conflictes i sistema penal; govern i política local; política espanyola i catalana. Ha publicat els seus treballs en llibres i revistes nacionals i internacionals. Recentment, ha coordinat tres obres amb caràcter docent i divulgatiu: Política i Govern a Catalunya: de la transició a l'actualitat, amb Salvador Martí, en Llibres de la Cataracta, Manual de l'Estat del Benestar i les polítiques sociolaborals, amb Ferran Camas, en Huygens Editorial; i Vides en transició. (Re)construir la ciutadania social, amb Ricard Gomà, en Tecnos.
En la seva activitat política, ha estat regidora per la formació política municipal L'Altraveu a l'Ajuntament de Castellar del Vallès. Gemma Ubasart fou responsable de la secretaria de plurinacionalitat de Podem, i secretària general de Catalunya en guanyar el 14 de febrer de 2015 les primàries, amb un 62% dels vots i una participació del 16%. El 10 d'octubre de 2015 va renunciar a tots els seus càrrecs a Podem, criticant el poc pes ciutadà a l'organització i el fet que la campanya per les eleccions del 27S no tingués un perfil més catalanista i amb menys ingerència de la direcció estatal. Des d'aleshores ha centrat la seva atenció en la vida acadèmica docent i investigadora.